# Руска-Поруба
Руска-Поруба (словац. Ruská Poruba) — село и одноимённая община в районе Гуменне Прешовского края Словакии. В письменных источниках начинает упоминаться с 1454 года.

## География
Село расположено в юго-восточной части края, в долине реки Ситнички, при автодороге 3820. Абсолютная высота — 233 метра над уровнем моря. Площадь муниципалитета составляет 12,03 км².

## Население
| Год:                | 1994 | 2004    | 2014     | 2024     |
| ------------------- | ---- | ------- | -------- | -------- |
| Количество человек: | 276  | 286     | 238      | 205      |
| Разница:            |      | +3,62 % | −16,78 % | −13,86 % |

По данным последней официальной переписи 2011 года, численность населения Руска-Порубы составляла 251 человек.
Национальный состав населения (по данным переписи населения 2011 года):
| Национальность | Численность, человек |
| -------------- | -------------------- |
| русины         | 174                  |
| словаки        | 65                   |
| украинцы       | 1                    |
| чехи           | 1                    |
| русские        | 1                    |
| не указана     | 6                    |